# آقای وودکاک
آقای وودکاک (به انگلیسی: Mr. Woodcock) فیلمی محصول سال ۲۰۰۷ و به کارگردانی کریگ گیلسپی است. در این فیلم بازیگرانی همچون بیلی باب تورنتون، شان ویلیام اسکات، سوزان ساراندون، اتان سوپلی، ملیسا سیجمیلر، ایمی پولر، بیل میسی، تایرا بنکس، ملیسا لیو، جنیفر آسپن، آلیسن اشلی آرم و ام.سی. گینی ایفای نقش کرده‌اند.